# Kaliadne
Kaliadne (altgriechisch Καλιάδνη Kaliádnē, die Handschriften bieten Καλιάνδη Kaliándē) ist eine Najade der griechischen Mythologie und eine der Gemahlinnen des Aigyptos, des Zwillingsbruders von Danaos. Mit Aigyptos hatte sie zwölf Söhne: Eurylochos, Phantes, Peristhenes, Hermos, Dryas, Potamon, Kisseus, Lixos, Imbros, Bromios, Polyktor und Chthonios.
Nach der Massenhochzeit der 50 Söhne des Aigyptos mit den 50 Töchtern des Danaos, den Danaiden, bei der das Los über die Paarbildungen entschied und die Söhne der Kaliadne mit den zwölf Töchtern der Najade Polyxo vermählt wurden, wurden auch die Söhne der Kaliadne von ihren Ehefrauen in der Hochzeitsnacht getötet.